# Elezioni parlamentari in Finlandia del 1987
Le elezioni parlamentari in Finlandia del 1987 si tennero il 16 marzo per il rinnovo dell'Eduskunta. Esse hanno visto la vittoria del Partito Socialdemocratico Finlandese; a seguito dell'esito elettorale, Ministro capo è divenuto Harri Holkeri.

## Risultati
| Liste                                | Voti      | %     | Seggi |
| ------------------------------------ | --------- | ----- | ----- |
| Partito Socialdemocratico Finlandese | 695 331   | 24,01 | 56    |
| Partito di Coalizione Nazionale      | 666 236   | 23,01 | 53    |
| Partito di Centro Finlandese         | 507 460   | 17,53 | 40    |
| Lega Democratica Popolare Finlandese | 270 433   | 9,34  | 16    |
| Partito Rurale Finlandese            | 181 938   | 6,28  | 9     |
| Partito Popolare Svedese             | 152 597   | 5,27  | 12    |
| Alternativa Democratica              | 122 181   | 4,22  | 4     |
| Lega Verde                           | 115 988   | 4,01  | 4     |
| Lega Cristiana Finlandese            | 74 209    | 2,56  | 5     |
| Partito dei Pensionati Finlandese    | 35 100    | 1,21  | 4     |
| Partito Popolare Liberale            | 27 824    | 0,96  | –     |
| Altri                                | 30 796    | 1,06  | 1     |
| Totale                               | 2 895 488 | 100   | 200   |